# Овідіу Попеску
Овідіу Маріан Попеску (рум. Ovidiu Marian Popescu, нар. 27 лютого 1994, Решица, Румунія) — румунський футболіст, опорний півзахисник клубу «Стяуа» та національної збірної Румунії.

## Ігрова кар'єра

### Клубна
Овідіу Попеску народився у місті Решица і зхайматися футболом почтнав у місцевій команді аматорського рівня. На дорослому рівні футболіст дебютував у 2013 році у складі клубу УТА «Арад» у Другій лізі чемпіонату Румунії. Через рік футболіст як вільний агент перейшов до клубу «Полі Тімішоара», з яким у першому ж своєму сезоні виграв турнір Другої ліги і в липні 2015 року Попеску зіграв перший матч у турнірі румунської Ліги 1.
Влітку 2016 року Попеску перейшов до столичного клубу «Стяуа». Після вдалої гри у складі «Стяуа» зацікавленість у послугах гравця виявляли ряд європейсьуих клубів, серед яких були шотландський «Селтік» та англійський «Саутгемптон». Але Овідіу залишився у «Стяуа», разом з яким виграв Кубок Румунії та грав у матчі за Суперкубок.

### Збірна
У липні 2015 року Овідіу Попеску виступав у складі молодіжної збірної Румунії.
У березні 2021 року у матчі кваліфікації до чемпіонату світу 2022 року проти команди Північної Македонії Овідіу Попеску дебютував у національній збірній Румунії.

## Титули
Полі Тімішоара
- Переможець Ліги ІІ: 2014/15

Стяуа
 Переможець Кубка Румунії: 2019/20
- Фіналіст Суперкубка Румунії: 2020